# ハインリッヒ・ブルソー
ハインリッヒ・ブルソー（Heinrich Brussow、1986年7月21日 - ）は、南アフリカ出身のラグビー選手。

## プロフィール
- ポジションはフランカー(FL)。
- 身長 181cm、体重 101kg
- 南アフリカ共和国代表に選ばれたことがある[2]。

## 略歴
グレイカレッジ、フリーステイト大学、チーターズを経て、2013年、NTTドコモレッドハリケーンズに加入。同年9月1日に行われたジャパンラグビートップリーグ1stステージ第1節の九州電力キューデンヴォルテクス戦に先発出場で日本での公式戦初出場を果たす。
2018年、NTTドコモレッドハリケーンズを退団した。